# The Best of The Manhattan Transfer (1988)
The Best of The Manhattan Transfer (o semplicemente The Best of) è una raccolta di successi del gruppo vocale statunitense The Manhattan Transfer, pubblicata nel 1988 dalla WEA Italiana.

## Il disco
La raccolta fu pubblicata per il mercato italiano dopo il buon successo ottenuto dagli album Vocalese del 1985 e soprattutto Brasil del 1987 grazie al traino del singolo Soul Food to Go. Nel febbraio del 1988 i Manhattan Transfer furono anche ospiti del Festival di Sanremo e presentarono proprio la canzone composta da Djavan.
Un disco con lo stesso titolo, ma con una scaletta e una copertina diverse, era stato pubblicato nel 1981 negli Stati Uniti dalla Atlantic Records. In quel disco mancavano alcuni brani che avevano avuto un particolare successo in Europa come Chanson d'amour, presente invece in questa raccolta che, rispetto alla precedente, è aggiornata agli album prodotti fino al 1987.

## Tracce
1. Tuxedo Junction - (Buddy Fayne, William Johnson, Julian Dash, Erskine Hawkins) - 3:06
2. Operator - (William Spivery) - 3:09
3. Chanson d'amour - (Wayne Shanklin) - 2:56
4. On a Little Street In Singapore - (Billy Hill, Peter De Rose) - 3:18
5. Four Brothers - (Jimmy Giuffre, Jon Hendricks) - 3:47
6. Twilight Zone/Twilight Tone - (Bernard Herrmann, Jay Graydon, Alan Paul) - 3:56
7. Trickle Trickle - (Clarence Bassett) - 2:20
8. Birdland - (Joe Zawinul, Jon Hendricks) - 6:00
9. Boy from New York City - (John Taylor, George Davis) - 3:40
10. On the Boulevard - (Jay Graydon, Richard Page, Marc Jordan) - 4:08
11. This Independence - (John Capek, Marc Jordan) - 5:09
12. Spice of Life - (Bramble, Rod Temperton) - 3:42
13. That's Killer Joe - (Benny Golson, Jon Hendricks) - 5:05
14. Ray's Rockhouse - (Ray Charles, Jon Hendricks) - 5:09
15. Soul Food to Go (Sina) - (Djavan, Doug Figer) - 5:12

## Formazione
- The Manhattan Transfer - voce
  - Cheryl Bentyne (numero 6-15)
  - Tim Hauser
  - Alan Paul
  - Janis Siegel
  - Laurel Massé (numero 1-5)

## Edizioni
- 1988 – LP, WEA Italiana 2292-41472-1, Italia[3]
- 1988 – CD, WEA Italiana 2292-41472-2, Italia